# Le Petit Soldat
Le Petit Soldat is een Franse dramafilm uit 1963 onder regie van Jean-Luc Godard.

## Verhaal
Bruno Forrestier is een deserteur in Zwitserland tijdens de Algerijnse Oorlog. Hij werkt er voor een extreemrechtse terreurorganisatie. Op een dag ontmoet hij een vrouw en wordt verliefd. Zijn vrienden verdenken hem ervan dubbel spel te spelen. Als test moet hij een radiocommentator vermoorden.

## Rolverdeling
| Acteur             | Personage       |
| ------------------ | --------------- |
| Michel Subor       | Bruno Forestier |
| Anna Karina        | Veronica Dreyer |
| Henri-Jacques Huet | Jacques         |
| Paul Beauvais      | Paul            |
| László Szabó       | Laszlo          |